# المركز الدولي للدراسات الرياضية
المركز الدولي للدراسات الرياضية (بالإنجليزية: International Centre for Sports Studies)‏ هو منظمة بحثية وتعليمية مستقلة، تقع في نوشاتيل، سويسرا.
كان لديها مجموعة بحثية مرصد كرة القدم، تركز على الدراسات الإحصائية للقضايا المتعلقة بكرة القدم.

## وصلات خارجية
- الموقع الرسمي
- الموقع الرسمي لمرصد كرة القدم من المركز الدولي للدراسات الرياضية